# Jon Koncak
Jon Francis Koncak (Cedar Rapids, 17 mei 1963) is een voormalig Amerikaans basketballer. Hij won met het Amerikaans basketbalteam de gouden medaille op de Olympische Zomerspelen 1984.
Koncak speelde voor het team van de Southern Methodist University, voordat hij in 1985 zijn NBA-debuut maakte bij de Atlanta Hawks. In totaal speelde hij 11 seizoenen in de NBA. Tijdens de Olympische Spelen speelde hij 8 wedstrijden, inclusief de finale tegen Spanje. Gedurende deze wedstrijden scoorde hij 26 punten.